# Wundschuh

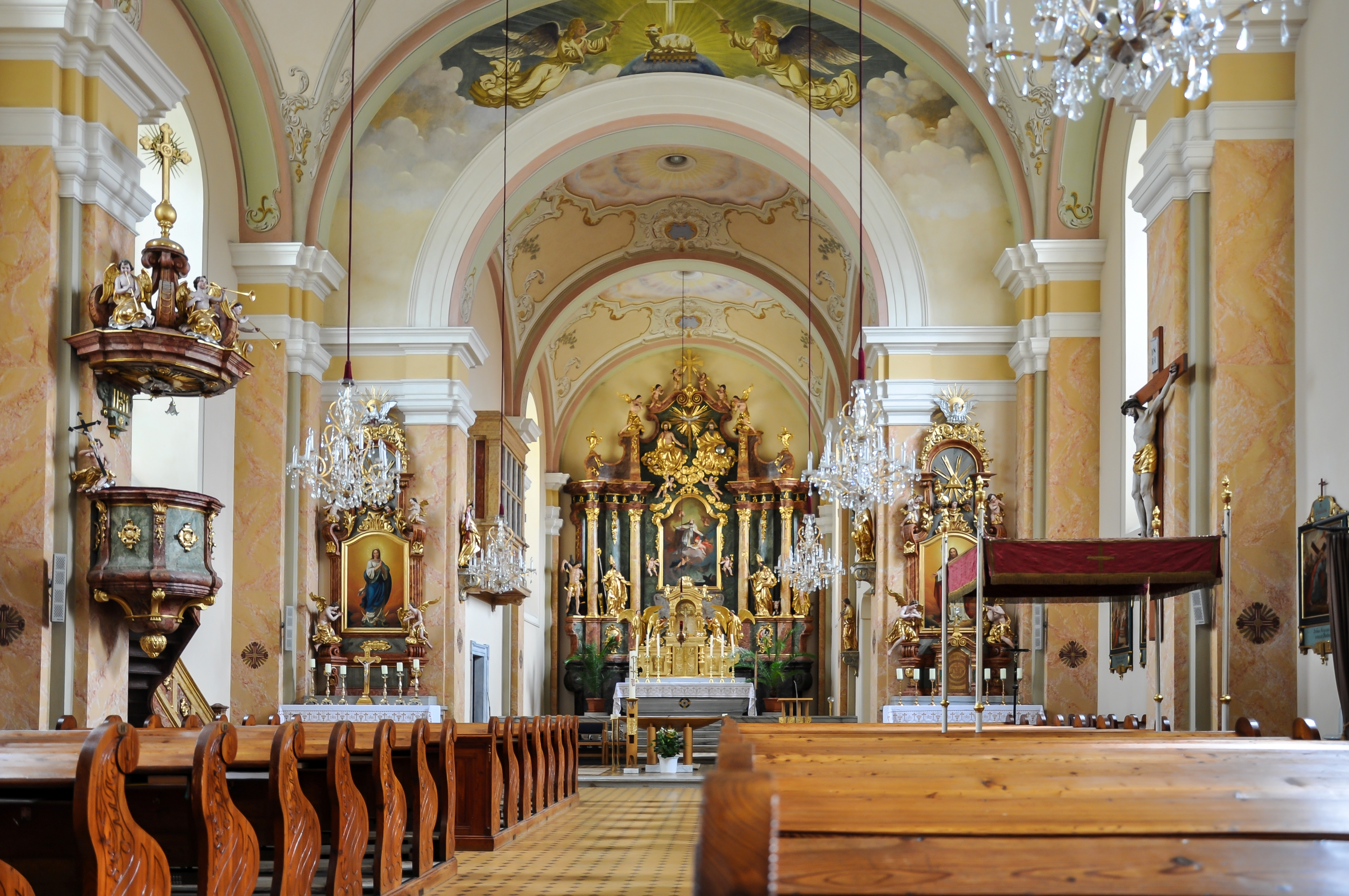
Innenansicht mit Altar der Pfarrkirche „hl. Nikolaus“.

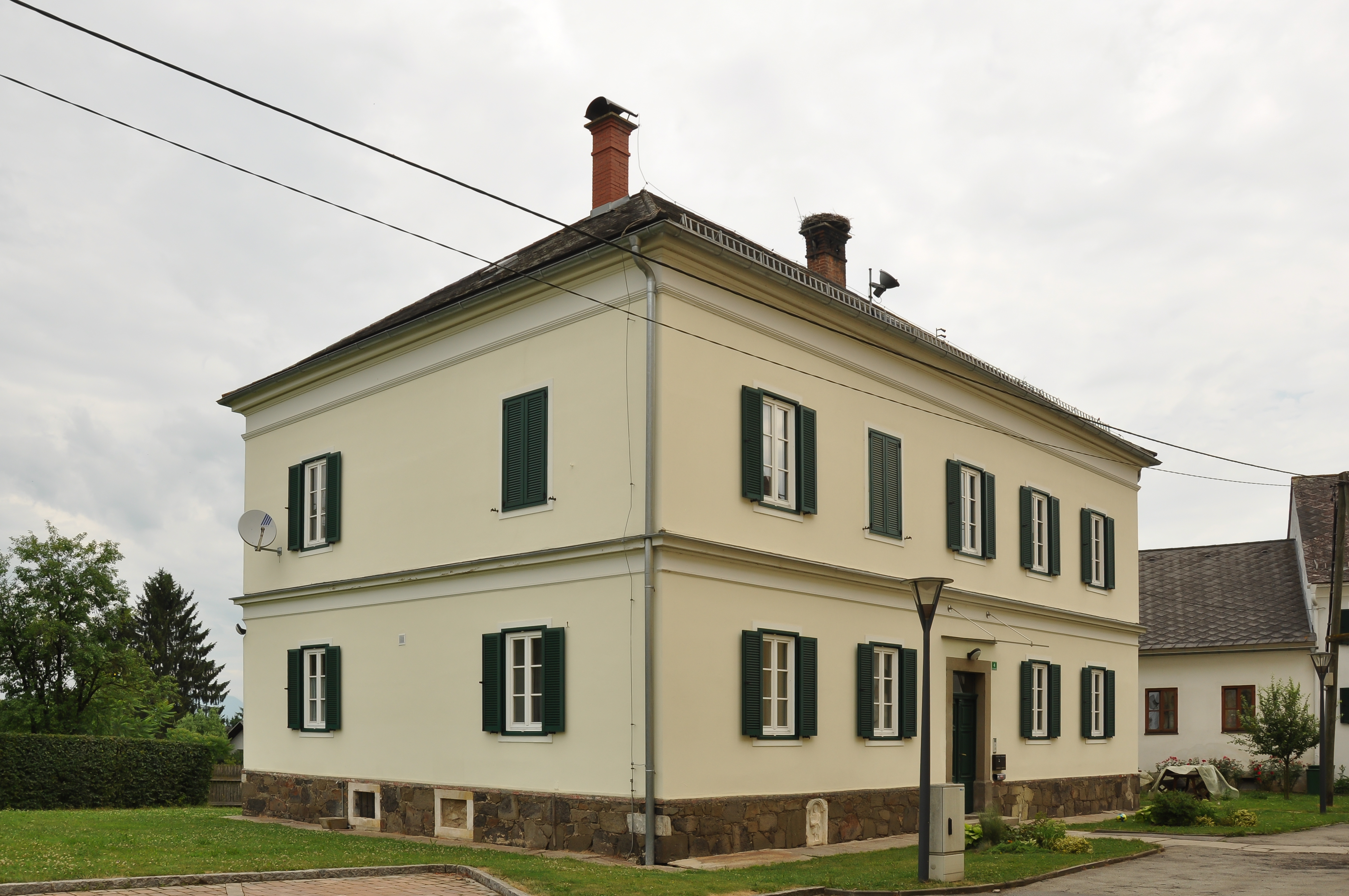
Der Pfarrhof steht unter Denkmalschutz.

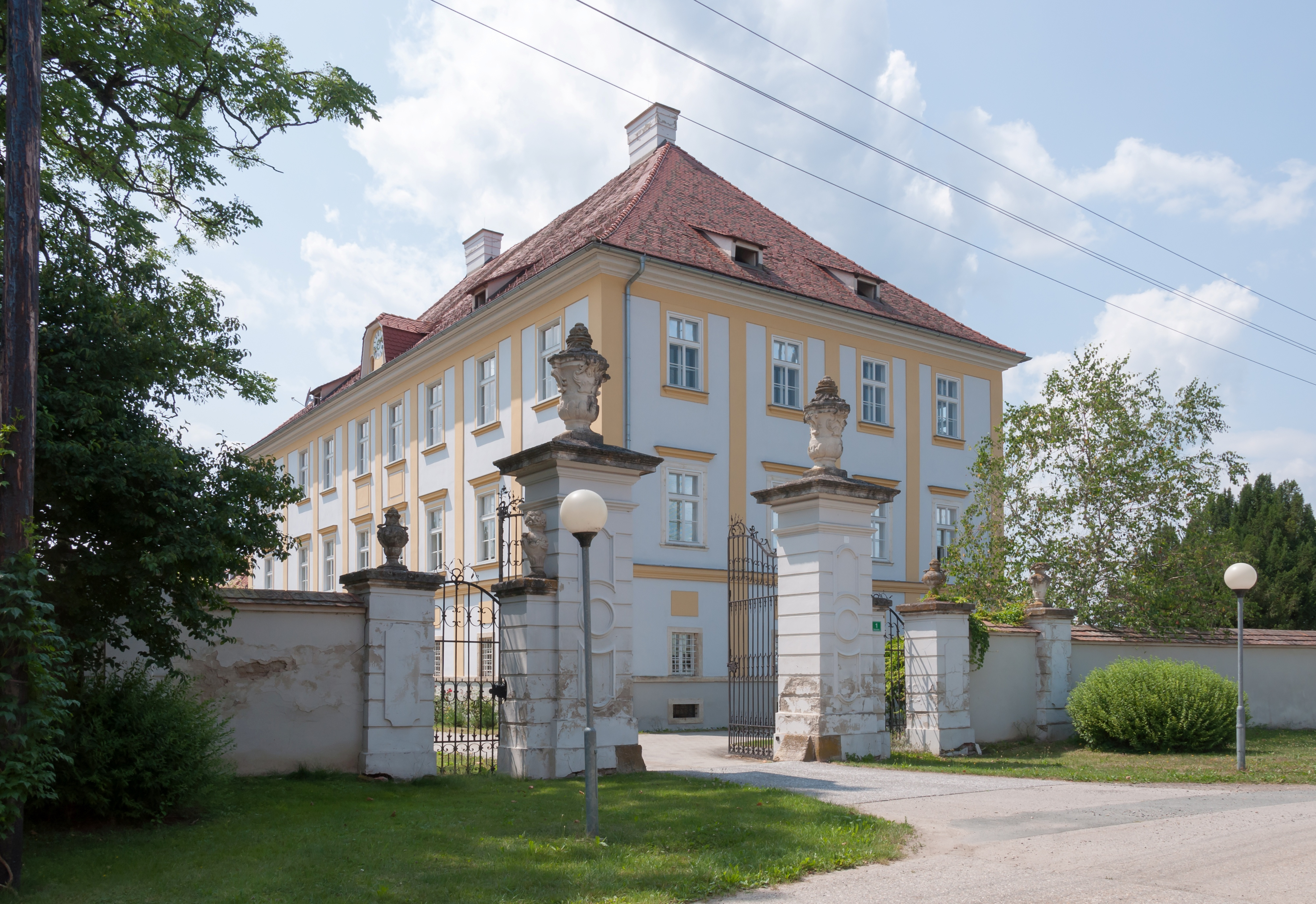
Das Neuschloss in Wundschuh südöstlich des Ortsgebiets.

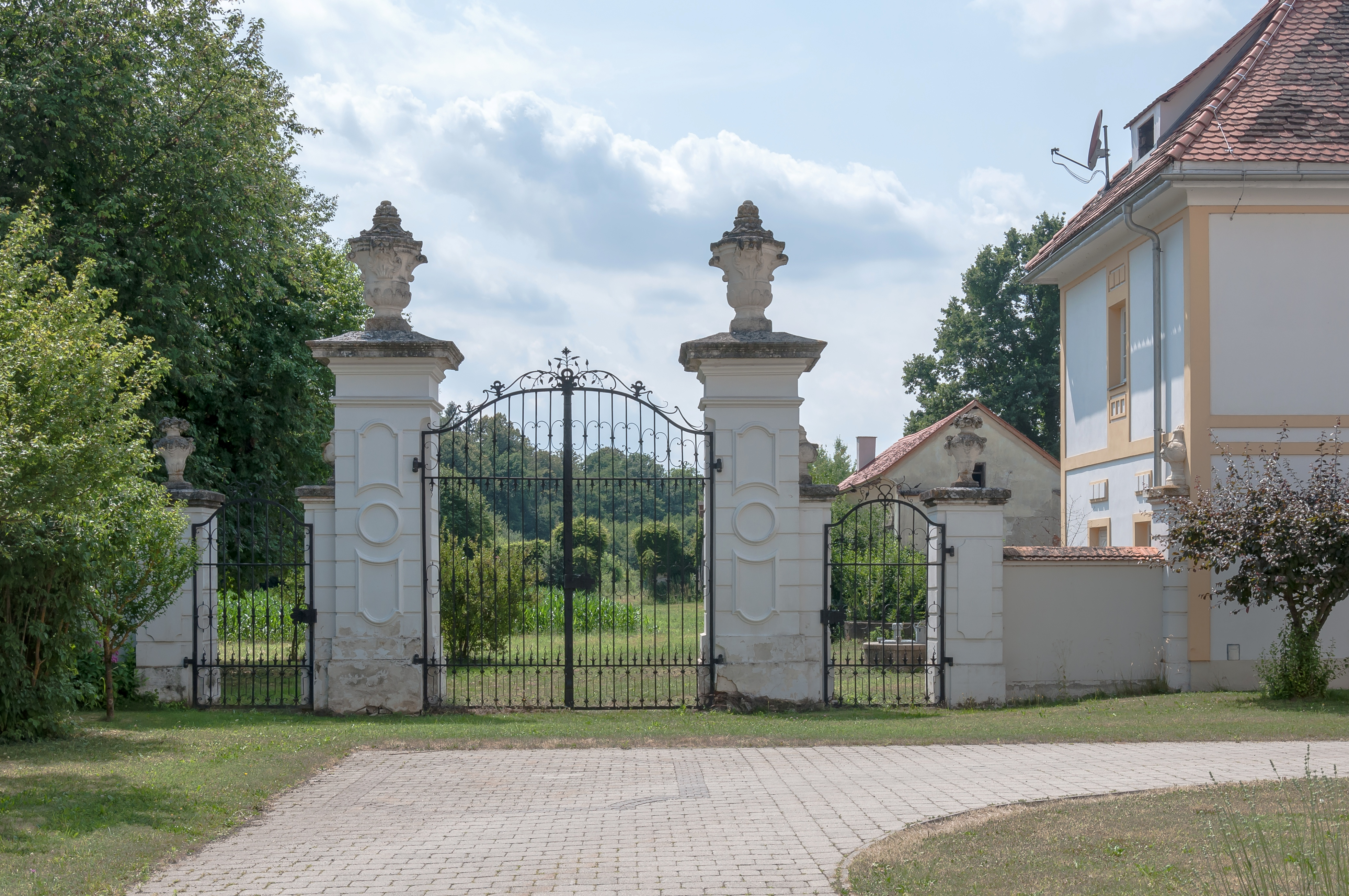
Das Westportal der Umfriedung des Schlosses.

Wundschuh ist eine österreichische Gemeinde in der Steiermark, im Bezirk Graz-Umgebung mit 1661 Einwohnern (Stand 1. Jänner 2024) auf einer Fläche von 12,89 km².

## Geografie

### Geografische Lage
Wundschuh liegt im Grazer Feld am Kaiserwald. Die Gemeinde befindet sich ca. 12 km südlich der Landeshauptstadt Graz. Im Westen des Gemeindegebietes befinden sich die Wundschuher Teiche, wichtigste Fließgewässer sind der Poniglbach und der Laabach.

### Gemeindegliederung
Die Gemeinde besteht aus den Katastralgemeinden (Fläche Stand 31. Dezember 2023) Kasten (609,3 ha) und Wundschuh (669,41 ha) sowie aus folgenden Ortschaften (Einwohner Stand 1. Jänner 2024):
- Forst (137)
- Gradenfeld (188)
- Kasten (404)
- Ponigl (140)
- Wundschuh (792)

### Nachbargemeinden
| Premstätten  | Premstätten                                 | Kalsdorf bei Graz |
| Dobl-Zwaring | Kompassrose, die auf Nachbargemeinden zeigt | Werndorf          |
| Dobl-Zwaring | Wildon                                      | Wildon            |

### Geologie
Wundschuh liegt wie die Nachbargemeinde Kalsdorf und die ehemalige Gemeinde Weitendorf im Einzugsgebiet ehemaliger Vulkane, die im Miozän vor ca. 10 Mio. Jahren aktiv waren. Sie sind an der Erdoberfläche nicht erkennbar, aber bei einer Bohrung wurde bereits in einer Tiefe von 33 bis 35 m das vulkanische Gestein Andesit gefunden. Es wird dem Vulkanmassiv Weitendorf/Wundschuh zugerechnet.

## Geschichte
Die erste Kirche in Wundschuh dürfte um 1100 gebaut worden sein. Das früheste Schriftzeugnis ist von 1230 und lautet „Wrmscah“. Der Name geht auf althochdeutsch wurm (Kriechtier) und skahho (einzeln stehendes Waldstück, siehe -schuh) zurück und bedeutet Schlangenwald. Der Flurname ging auf die Siedlung über. Der Volksglaube, dass ein gewisses Schuhwerk gegen Schlangenbisse den Namen begründete, ist nicht zutreffend. In einer so gefährlichen Gegend hätte man nicht gesiedelt. Das Zweitglied -schach hat sich zu -schuh dissimiliert, so wie in Heimschuh oder Kreuzschuh auch geschehen, ohne etwas mit Schuhen tun zu haben.
Das Gemeindegebiet gehörte zur Herrschaft von Neuschloß. Die Aufhebung der Grundherrschaften erfolgte 1848. Die Ortsgemeinde als autonome Körperschaft entstand 1850.
Nach der Annexion Österreichs 1938 kam die Gemeinde zum Reichsgau Steiermark. 1945 bis 1955 war sie Teil der britischen Besatzungszone in Österreich.

### Bevölkerungsentwicklung
| Wundschuh: Einwohnerzahlen von 1869 bis 2024        | Wundschuh: Einwohnerzahlen von 1869 bis 2024 | Wundschuh: Einwohnerzahlen von 1869 bis 2024 | Wundschuh: Einwohnerzahlen von 1869 bis 2024 | Wundschuh: Einwohnerzahlen von 1869 bis 2024 |
| --------------------------------------------------- | -------------------------------------------- | -------------------------------------------- | -------------------------------------------- | -------------------------------------------- |
| Jahr                                                |                                              |                                              |                                              | Einwohner                                    |
| 1869                                                | 1869                                         |                                              | 907                                          | 907                                          |
| 1880                                                | 1880                                         |                                              | 925                                          | 925                                          |
| 1890                                                | 1890                                         |                                              | 848                                          | 848                                          |
| 1900                                                | 1900                                         |                                              | 864                                          | 864                                          |
| 1910                                                | 1910                                         |                                              | 919                                          | 919                                          |
| 1923                                                | 1923                                         |                                              | 966                                          | 966                                          |
| 1934                                                | 1934                                         |                                              | 990                                          | 990                                          |
| 1939                                                | 1939                                         |                                              | 981                                          | 981                                          |
| 1951                                                | 1951                                         |                                              | 1.081                                        | 1.081                                        |
| 1961                                                | 1961                                         |                                              | 1.029                                        | 1.029                                        |
| 1971                                                | 1971                                         |                                              | 1.099                                        | 1.099                                        |
| 1981                                                | 1981                                         |                                              | 1.175                                        | 1.175                                        |
| 1991                                                | 1991                                         |                                              | 1.302                                        | 1.302                                        |
| 2001                                                | 2001                                         |                                              | 1.397                                        | 1.397                                        |
| 2011                                                | 2011                                         |                                              | 1.515                                        | 1.515                                        |
| 2021                                                | 2021                                         |                                              | 1.645                                        | 1.645                                        |
| 2024                                                | 2024                                         |                                              | 1.661                                        | 1.661                                        |
| Quelle(n): Statistik Austria, Gebietsstand 1.1.2021 |                                              |                                              |                                              |                                              |

### Historische Landkarten

Wundschuh und Umgebung in den Landesaufnahmen von 1790 bis 1910
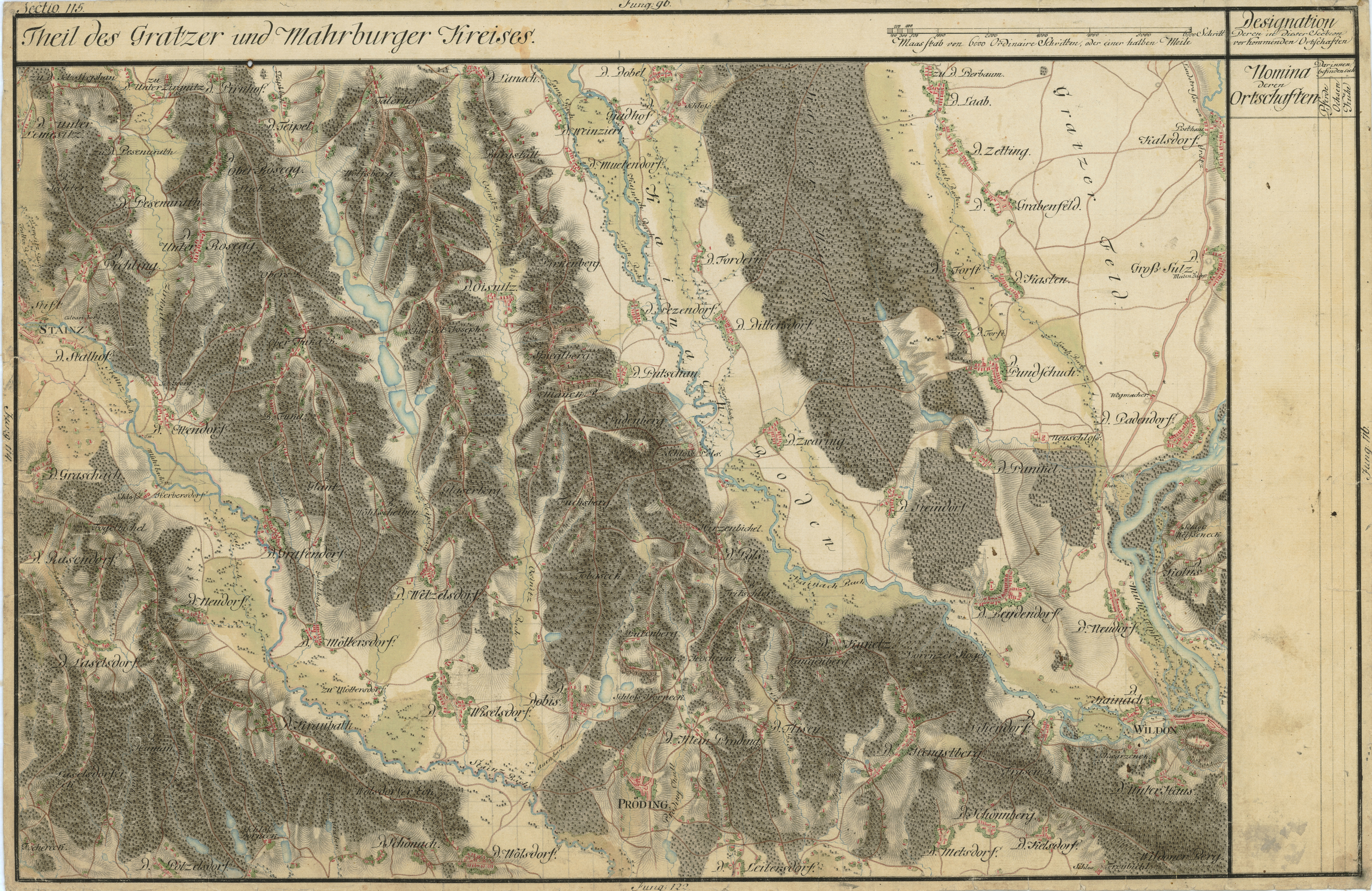
„Pundschuch“: Josephinische Landesaufnahme, ca. 1790.
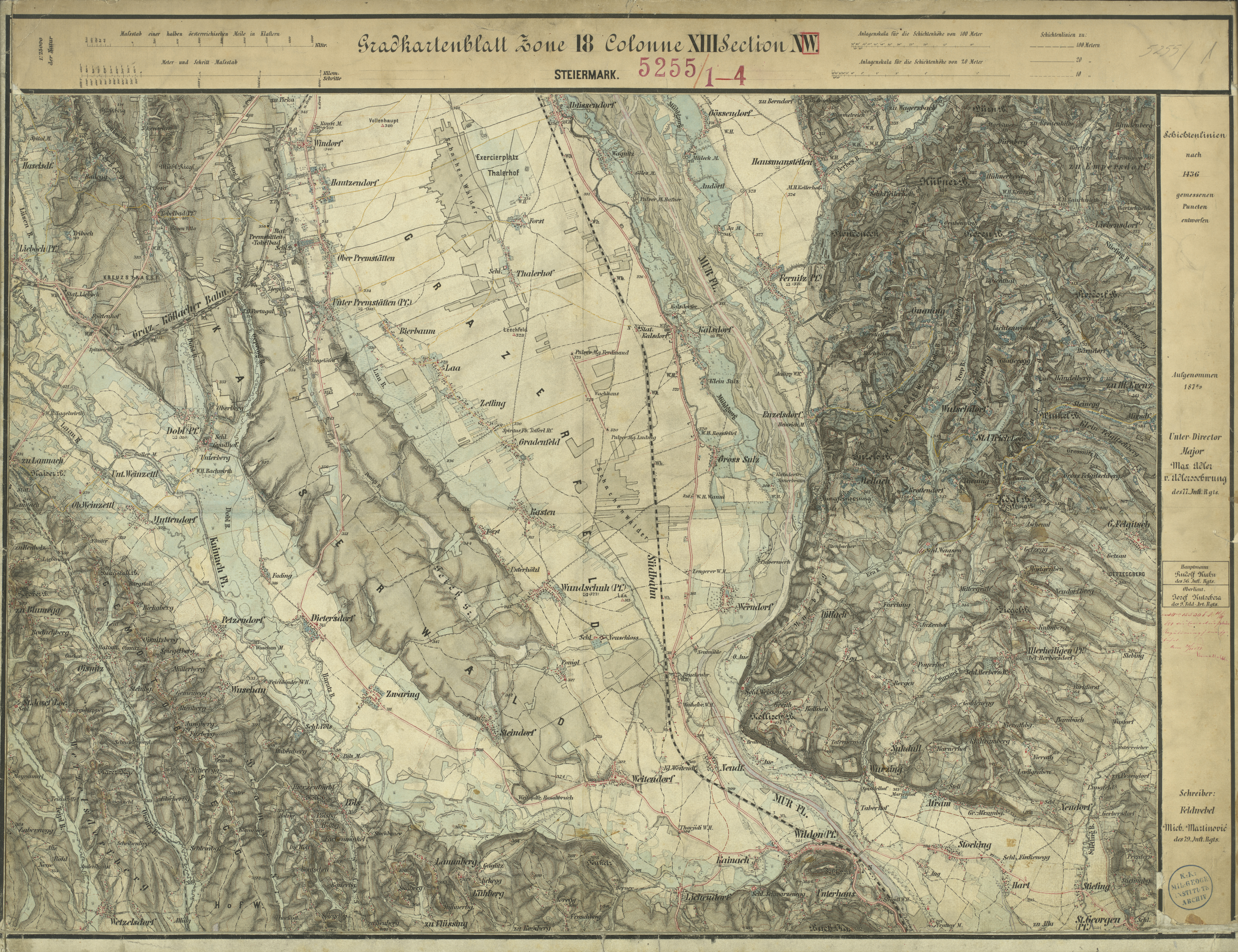
Wundschuh mit Neuschloss um 1879
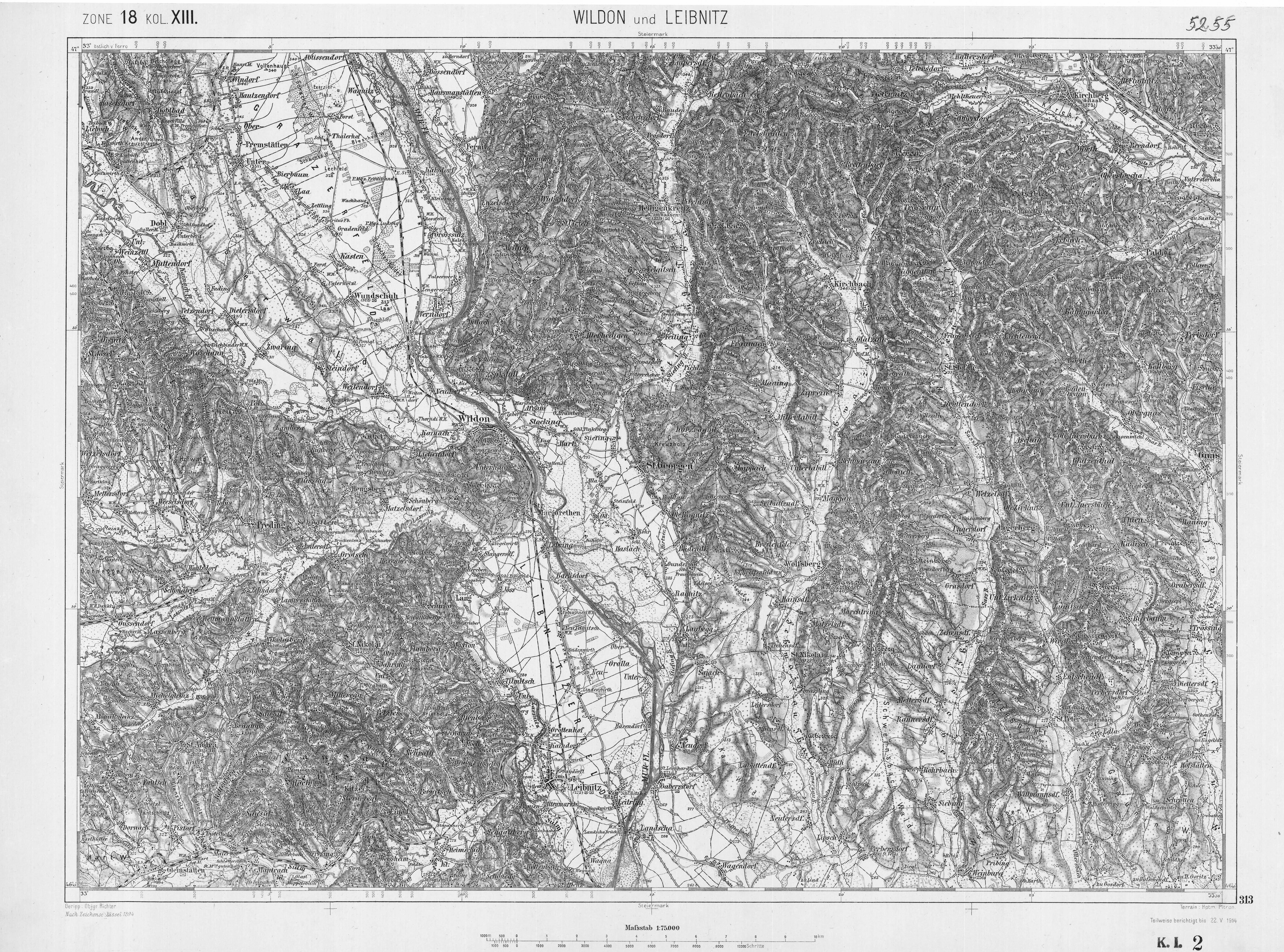
Franzisco-Josephinische Landesaufnahme, ca. 1910

## Kultur und Sehenswürdigkeiten

### Museen
Das Bauernmuseum Erlebnishof Reczek ist das größte seiner Art in Österreich und zeigt alte Geräte, Maschinen und Gefährte.

### Bauwerke
Schloss Neuschloss ist ein barocker Bau aus der Mitte des 18. Jahrhunderts südöstlich von Wundschuh. 1265 wurde bereits ein Hof des Landesfürsten dort genannt, unter Kaiser Friedrich III. wurde die Anlage gemeinsam mit den Fischteichen bei Wundschuh umgestaltet und war von 1643 bis 1780 im Besitz der Grafen von Dietrichstein, diese Besitzer bauten die Anlage zum Neugeschloß aus. Der ursprünglich zweigeschoßige Bau wurde danach noch zwischen 1804 und 1809 um eine dritte Etage erweitert. Seit 1805 gehört Neuschloss den Grafen des Enffans d’Avernas.
Die Kirche ist dem Hl. Nikolaus, dem Patron der Schiffbrüchigen, geweiht. Sie war eine Filialkirche der Pfarre Hengsberg, 1785 wurde sie selbst zur Pfarre erhoben. Die Kirche wurde 1912–1915 in Formen des Barock neu gebaut, von einem spätgotischen Bau sind nur Fundamente des Turms erhalten, wo ein Stein mit 1497 datiert ist. Die barocke Einrichtung stammt aus der alten Kirche. Am Pfarrhof aus 1881 ist ein Römerstein eingemauert, eine Mariensäule stammt aus 1863.

### Brauchtum
Seit 13. September 2009 findet alle zwei Jahre die Veranstaltung „Wurmschachern“ statt.

### Sport
Wundschuh hat einen Fußballverein, den USV Wundschuh, welcher aktuell in der Gebietsliga Mitte spielt.

## Wirtschaft und Infrastruktur

### Verkehr
Die Pyhrn Autobahn A 9 tangiert das Gemeindegebiet im Osten und ist über den Vollanschluss Wundschuh (exit 197) erreichbar. Die ebenfalls Nord-Süd-orientierte Grazer Straße B 67 von Graz nach Leibnitz ist circa drei Kilometer entfernt, liegt östlich der Autobahn und ist über mehrere diagonal verlaufende Straßen angebunden.
Der nächstgelegene Bahnhof liegt circa drei Kilometer ostsüdöstlich in Werndorf an der Südbahn mit stündlichen S-Bahn-Verbindungen nach Graz und Leibnitz.
Am Ostrand von Werndorf fließt die Mur nach Süden, die vom Murradweg begleitet wird.
Der Flughafen Graz liegt circa sieben Kilometer nördlich.

### Wirtschaft
Der Ort ist von Landwirtschaft geprägt.
Im hügeligen bewaldeten Westen liegt der Wundschuhersee, ein Anglersee mit überwiegend von Wohnwagen genutzten Camping. Der See ist nur ein kleiner Teil der sich nach Norden erstreckenden Wundschuher Teiche, die 1442 angelegt wurden und zum Gut Neuschloß gehören.
Zwei andere Badeseen, Schwarzlsee und Copacabana liegen jeweils etwa circa sechs Kilometer nördlich.
Im Herbst 2015 ging ein Verteilzentrum des Lebensmitteldiskonters Lidl in Betrieb.

## Politik

### Bürgermeister
Bürgermeisterin ist seit Februar 2019 Barbara Walch (ÖVP), die Schwester der früheren Ministerin Christine Aschbacher. Zuvor war dies 22 Jahre lang Karl Brodschneider (ÖVP).
Weiters gehören Vizebürgermeister Karl Scherz (ÖVP) und Gemeindekassier Ronald Friedrich (ÖVP) dem Gemeindevorstand an.

### Gemeinderat
Der Gemeinderat besteht aus 15 Mitgliedern und setzt sich nach der Gemeinderatswahl 2020 wie folgt zusammen:
- 12 ÖVP,
- 2 SPÖ und
- 1 FPÖ

Die letzten Gemeinderatswahlen brachten die folgenden Ergebnisse:
| Partei          | 2020             | 2020             | 2020             | 2015 | 2015 | 2015 | 2010             | 2010             | 2010             | 2005             | 2005             | 2005             | 2000             | 2000             | 2000             |
| Partei          | Stimmen          | %                | Mandate          | St.  | %    | M.   | St.              | %                | M.               | St.              | %                | M.               | St.              | %                | M.               |
| --------------- | ---------------- | ---------------- | ---------------- | ---- | ---- | ---- | ---------------- | ---------------- | ---------------- | ---------------- | ---------------- | ---------------- | ---------------- | ---------------- | ---------------- |
| ÖVP             | 745              | 80               | 12               | 677  | 67   | 11   | 719              | 72               | 12               | 606              | 63               | 10               | 574              | 66               | 11               |
| SPÖ             | 130              | 14               | 2                | 096  | 09   | 01   | 227              | 23               | 03               | 290              | 30               | 04               | 186              | 22               | 03               |
| FPÖ             | 59               | 6                | 1                | 112  | 11   | 01   | 056              | 06               | 0                | 060              | 06               | 01               | 099              | 12               | 01               |
| Die Grünen      | nicht kandidiert | nicht kandidiert | nicht kandidiert | 127  | 13   | 02   | nicht kandidiert | nicht kandidiert | nicht kandidiert | nicht kandidiert | nicht kandidiert | nicht kandidiert | nicht kandidiert | nicht kandidiert | nicht kandidiert |
| Wahlbeteiligung | 71 %             | 71 %             | 71 %             | 80 % | 80 % | 80 % | 84 %             | 84 %             | 84 %             | 82 %             | 82 %             | 82 %             | 81 %             | 81 %             | 81 %             |

### Wappen
Die Gemeinde Wundschuh erhielt mit Wirkung vom 1. Juli 1965 das Recht zur Führung eines Gemeindewappens verliehen.

Beschreibung des Wappens: In einem grünen Schild ein silberner, mit einer schwarzen, goldgekrönten, rotbezungten Schlange belegter Pfahl, der beiderseits von einem silbernen, aus dem Schildrand wachsenden Fichtenbaum begleitet wird.

## Persönlichkeiten
- Eduard Lipp (1831–1891), Arzt und Abgeordneter zum Österreichischen Abgeordnetenhaus